# Unité urbaine de Saint-Sériès
L'unité urbaine de Saint-Sériès est une unité urbaine française centrée sur la ville de Saint-Sériès, département de l'Hérault.

## Données globales
En 2010, selon l'Insee, l'unité urbaine de Saint-Sériès est composée de trois communes, toutes situées dans l'arrondissement de Montpellier, subdivision administrative du département de l' Hérault.
L'unité urbaine de Saint-Sériès appartient à l'aire urbaine de Montpellier.

## Délimitation de l'unité urbaine de 2010
En 2010, l'Insee a procédé à une révision des délimitations des unités urbaines  de la France; celle de Saint-Sériès est composée de trois communes.

### Communes
Liste des communes appartenant à l'unité urbaine de Saint-Sériès selon la nouvelle délimitation de 2010 et sa population municipale en 2010 (liste établie par ordre alphabétique) :
| Nom          | Code Insee | Département | Statut             | Superficie (km2) | Population (dernière pop. légale) | Densité (hab./km2) | Modifier                                    |
| ------------ | ---------- | ----------- | ------------------ | ---------------- | --------------------------------- | ------------------ | ------------------------------------------- |
| Saint-Sériès | 34288      | Hérault     | hors unité urbaine | 4,56             | 972 (2022)                        | 213                | modifier les données · modifier les données |
| Saturargues  | 34294      | Hérault     | hors unité urbaine | 5,99             | 1 021 (2022)                      | 170                | modifier les données · modifier les données |
| Vérargues    | 34330      | Hérault     |                    | 5,51             | 746 (2016)                        | 135                | modifier les données · modifier les données |

## Évolution démographique
L'évolution démographique ci-dessous concerne l'unité urbaine selon le périmètre défini en 2010.
| 1968 | 1975 | 1982 | 1990  | 1999  | 2009  | 2014  | 2015  | - |
| ---- | ---- | ---- | ----- | ----- | ----- | ----- | ----- | - |
| 791  | 847  | 940  | 1 433 | 1 625 | 2 504 | 2 595 | 2 627 | - |